# Guerra ruso-georgiana
La guerra ruso-georgiana, también llamada invasión rusa de Georgia, fue un conflicto armado entre Georgia, de un lado, y Rusia con el apoyo de las autoproclamadas repúblicas prorrusas de Osetia del Sur y Abjasia por el otro. Empezó el 7 de agosto de 2008. Los combates se iniciaron en Osetia del Sur, con la batalla de Tsjinval, y se extendieron posteriormente a otras regiones de Georgia y al mar Negro.
Según fuentes rusas, Georgia denominó a la operación en Osetia del Sur «Campo Limpio» (en ruso: Чистое поле). Según los datos de las mismas fuentes militares rusas, Georgia planeó una operación similar para Abjasia, con el nombre en clave «Roca» (en ruso: Скала), pero ésta fue paralizada por la reacción de Rusia.
Los primeros enfrentamientos se produjeron cuando el presidente georgiano Mijeíl Saakashvili ordenó a su ejército recuperar el control del enclave osetio, independiente de facto desde 1992, pero calificado por Georgia como rebelde y perteneciente de iure a su territorio.
En función de los acuerdos de paz que pusieron fin a la guerra civil georgiana, estaban presentes en la república separatista fuerzas de paz de Rusia.
Estas tropas tomaron las armas de lado osetio al poco de desencadenarse los combates, así como nuevas divisiones del ejército ruso que cruzaron la frontera internacional constituyendo, según Georgia, una declaración de guerra implícita contra su país.
En el mismo bando que rusos y surosetos participaron fuerzas de la república separatista de Abjasia, tanto en Osetia del Sur, enviando voluntarios a combatir a los georgianos, como en la propia Abjasia.
El 12 de agosto Dmitri Medvédev decretó el fin de las operaciones militares rusas en territorio georgiano y posteriormente aceptó el plan de paz propuesto por la Unión Europea, que conllevaba la retirada de ambos bandos a las posiciones anteriores al comienzo del conflicto.
El mismo día, Georgia presentó una denuncia contra Rusia en la Corte Internacional de Justicia, por violación de la convención sobre la eliminación de todas las formas de discriminación racial.
Por su parte la Fiscalía de Rusia abrió un «expediente por genocidio» para investigar las muertes en Osetia del Sur durante el ataque georgiano.
Rusia tiene intención de demandar a Georgia ante el Tribunal Europeo de Derechos Humanos.[actualizar]
Según la web Oryx, Rusia sufrió 93 bajas en equipamiento confirmadas mediante inteligencia de fuentes abiertas, entre tanques, vehículos de transporte de personal y helicópteros.

## Antecedentes históricos
Los osetios ocuparon la zona en el siglo XIII, y es un grupo étnico totalmente distinto al georgiano.
La zona fue el punto de confrontación de tres imperios en el siglo XVIII, el turco, persa y ruso, lo que hizo a Georgia ampararse en Moscú, teniendo como consecuencia su anexión en 1801.

### Revolución rusa y primeros enfrentamientos osetio-georgianos
Con la revolución rusa de 1917, Georgia obtiene su independencia en 1918, causando una rebelión de los osetios, que es reprimida sangrientamente por Tiflis, acusando a los sudosetios como prorrusos y probolcheviques.
Los sudosetios afirmaron que sufrieron 5000 bajas entre sus compatriotas.

### Período soviético
Con la entrada del 11.º Ejército Rojo se incorporaron a la Rusia soviética, siendo reconocida la autonomía sudosetia. La solución soviética aplicada en caso de nacionalismos étnicos fue incorporar nacionalidades enfrentadas en un mismo territorio, estableciéndose la República Socialista Federativa Transcaucásica incluyendo a Georgia, Armenia y Azerbaiyán en 1922,
países que en los últimos cuatro años habían tenido enfrentamientos armados entre sí (Guerra Georgiano-Armenia y Guerra Armenio-Azerí).
En 1924 hubo disturbios por la política hegemónica georgiana. En 1936 se disuelve la República Transcaucásica, y Georgia se incorpora a la URSS. Osetia del Sur, Abjasia y Ayaria adquieren un estatus especial.

### Desintegración de la URSS, independencia de Georgia, y conflicto armado georgiano-osetio
En 1989, tropas soviéticas reprimieron violentamente las manifestaciones nacionalistas en Tiflis, y estallaron enfrentamientos entre georgianos y osetios. Con la disolución de la URSS revivió el nacionalismo georgiano con Zviad Gamsajurdia y Georgia consiguió su independencia de Moscú en abril de 1991. Gamsajurdia fue elegido presidente en mayo,
mientras que los sudosetios intentaban su independencia de Tiflis, proclamando en septiembre de 1990 la autodeterminación, rechazada por Georgia en diciembre.
Se desató un conflicto bélico entre enero de 1991 y junio de 1992, que concluyó con la firma de los "Acuerdos de Dagomýs" en julio de 1992.
Una rebelión popular derrocó al presidente Gamsajurdia y en octubre de 1992 fue elegido presidente Shevarnadze, teniendo que enfrentar la convulsión interna que se denominó como Guerra Civil Georgiana.
El 19 de noviembre de 1992 Osetia del Sur votó en favor de su incorporación a Rusia, por lo que penetraron tropas georgianas en Abjasia, Con Borís Yeltsin y Eduard Shevardnadze como presidentes ruso y georgiano respectivamente, se alcanzó un acuerdo de paz, que estableció una fuerza de paz en 1993 constituida por tropas rusas, surosetias y georgianas. No fue hasta 1995 cuando Eduard Shevardnadze firmó con Ludvig Chibírov, presidente de facto de Osetia del Sur, un Memorándum de entendimiento.

### Enfrentamiento armado georgiano-osetio de 2004
En 1998 estallaron nuevos enfrentamientos en Osetia del Sur y Abjasia en 2004.|

## Antecedentes inmediatos
La zona del Cáucaso cobró importancia estratégica en los primeros años del siglo XXI como ruta del transporte energético, rivalizando Rusia y Estados Unidos por aumentar su influencia en la zona.
Tras la llamada Revolución de las Rosas y la expulsión del poder de Shevarnadze a finales de 2003, las elecciones presidenciales del 4 de enero de 2004 fueron ganadas por Mijeíl Saakashvili. Este revivió el mensaje nacionalista georgiano  y se fijó el objetivo de reincorporar al estado las regiones de Abjasia, Osetia del Sur y Adjara. En el mismo 2004 tomó Adjara con facilidad pero sus intentos contra Osetia fracasaron.
Saakashvili lanzó una expansión y modernización masivas de las fuerzas armadas de Georgia. Sus gastos militares pasaron de 74 millones de dólares en 2003 a 923 millones en 2007, lo cual representaba 9,2% del PIB georgiano.Para 2008, Estados Unidos tenía 120 instructores militares entrenando al ejército georgiano.
A su vez Georgia era el tercer país proveedor de tropas bajo mando estadounidense en Irak.
A partir de 2006, el gobierno ruso empezó a prepararse frente a un posible ataque georgiano a Osetia del Sur y Adjara.
El 12 de noviembre de 2006 ganó por mayoría un referéndum de independencia en Osetia del Sur.Saakashvili ofreció a Osetia del Sur un acuerdo de paz en el que tendrían un amplio grado de autonomía dentro de un estado federal. El ofrecimiento fue rechazado por el presidente osetio Eduard Kokoity, ya que su aspiración era la total independencia.
En la cumbre de la OTAN de abril de 2008 en Bucarest, Georgia y Ucrania recibieron el beneplácito para convertirse en miembros "algún día", sin concretar el calendario.Para ser miembro de esta organización, un estado no puede tener problemas territoriales pendientes de solución.La reacción rusa a la Declaración de Bucarest fue estrechar lazos con Abjasia y Osetia del Sur, distribuyendo pasaportes rusos a sus habitantes.La Unión Europea se quejaría después de esta "injerencia".
Otro factor en la escalada fue el reconocimiento por Estados Unidos y otros países occidentales de la declaración de independencia de Kosovo.Rusia se planteó reconocer a su vez a Abjasia y Osetia del Sur como independientes.

## Preliminares del conflicto
En marzo Osetia del Sur solicitó nuevamente el reconocimiento internacional de su independencia, al igual que Kósovo.
Georgia acusó a Moscú de fomentar el separatismo.
El 20 de abril fue derribado un avión georgiano no tripulado sobre cielo abjasio, Moscú negó su implicación pero investigaciones de Naciones Unidas la confirmaron. Georgia acusó a Rusia de incidente internacional, mientras que Moscú respondió afirmando que Georgia inflamaba tensiones. El 29 de abril Rusia aumentó su contingente argumentando el peligro de una invasión georgiana, acusando la OTAN a Rusia de inflamar tensiones. Fuerzas abjasias afirmaron que abatieron dos aviones espía, negado por Georgia, que contestó que eran maniobras de Moscú para instigar una guerra.
A finales de abril, Putin manifestó que apoyaba la autonomía de Abjazia dentro de Georgia.
En mayo de 2008 tanto Rusia como Georgia aumentaron su presencia militar en Osetia del Sur.Rusia también reparó las conexiones ferroviarias con Abjasia.
En julio, un líder sudoestio fue asesinado. Aviones rusos sobrevolaron el espacio aéreo georgiano, y Georgia retiró su embajador en Moscú como protesta.Las fuerzas armadas georgianas llevaron a cabo maniobras conjuntas con fuerzas estadounidenses mientras los rusos realizaban sus propias maniobras del otro lado de la frontera.

## Combates

Avance de las tropas rusas y georgianas

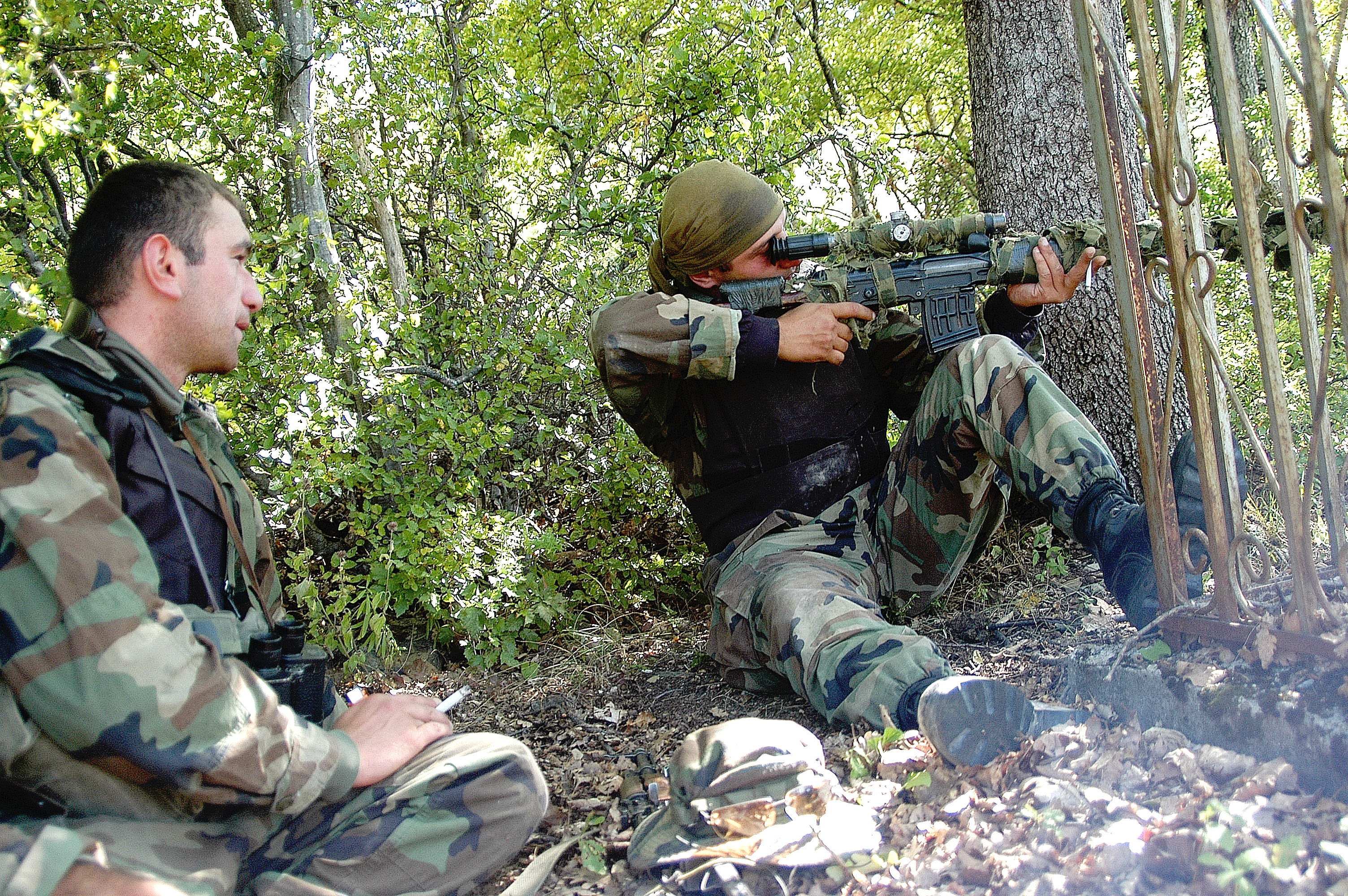
Francotiradores georgianos durante unos enfrentamientos en 2004

El 1 de agosto de 2008, una bomba hirió a cinco policías georgianos. En represalia, francotiradores georgianos dispararon sobre milicianos sudosetio causando, según las autoridades sudosetias, seis muertos y siete heridos. El presidente Saakashvili anunció por televisión haber tomado una dura decisión, refiriéndose a la ruptura del alto el fuego, y pocas horas después inició la invasión de Osetia del Sur. El representante georgiano en la OSCE la defendió como «una operación anti-criminal, para proteger a nuestros civiles pacíficos, tanto georgianos como osetios».Políticos británicos acusaron a Rusia de haber provocado a los georgianos.
El 6 de agosto de 2008, las fuerzas armadas de Georgia comenzaron una ofensiva que movilizó a la mayor parte de su ejército. Tsjinval, la capital sudoestia, fue blanco de intensos tiroteos por parte de los francotiradores georgianos; según medios de información rusos, incluso usando lanzagranadas. Para las autoridades de Osetia del Sur, este ataque constituyó una declaración de guerra.El 6 de agosto por la noche, Saakashvili anunció un alto al fuego unilateral pero a las once de la noche los georgianos atacaron Tsjinval y varios pueblos cercanos con sistemas múltiples de lanzamiento de cohetes BM-21 Grad,
tanques y aviones de combate. Osetia del Sur denunció una limpieza étnica mientras protestaba porque los georgianos no dejaban siquiera actuar a las ambulancias. Hubo reportes de que un convoy con ayuda humanitaria fue bombardeado. Las autoridades osetias cifraron inicialmente en 1400 las víctimas civiles de la agresión georgiana.También sufrieron bajas las fuerzas rusas de mantenimiento de la paz, con alrededor de 13 muertos y 70 heridos.
El 8 de agosto Rusia envió tropas de combate a Osetia del Sur 
(el 7 de agosto según el relato georgiano, que posteriormente ha sido refutado). La aviación rusa empezó a atacar objetivos georgianos. Los combates se sucedieron durante tres días en los que los rusos consiguieron expulsar a los georgianos de Tsjinval a pesar de varias emboscadas. A continuación abrieron un segundo frente en Abjasia y llevaron los combates a suelo georgiano.

El 11 de agosto el parlamento georgiano aprobó una declaración de estado de guerra con una duración de 15 días.La fuerza aérea estadounidense transportó a la 1.ª Brigada del ejército georgiano desde Irak a Georgia.Finalmente, por mediación estadounidense, se firmó un armisticio y las tropas rusas se retiraron a Abjasia y a Osetia del Sur. 

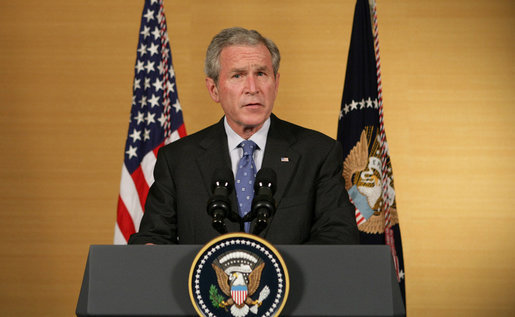
«Estados Unidos toma este asunto muy en serio [...] Georgia es una nación soberana y su integridad territorial debe ser respetada».

## Guerra de informaciones

### Control de la información
Georgia ha dejado de retransmitir canales de televisión rusos.
En el territorio georgiano los sitios web de la zona .ru no están disponibles.
El canal estadounidense Fox News invitó a Amanda Kokóieva, una niña de 12 años que presenció el ataque a Tsjinval, a su programa. Cuando Amanda con su tía empezaron a acusar a Saakashvili del ataque y dar las gracias a las tropas rusas, el presentador del programa las interrumpió para dar paso a la publicidad.
Aleksei Gromov, un representante de la administración del Kremlin, calificó la actitud del presentador como «sinvergüenza suprema».
YouTube, donde fue publicado el video, fue acusado por sus usuarios de «congelar» el contador de visualizaciones del video para que no salga en las listas de los videos más vistos, además de eliminar continuamente los comentarios. Actualmente el vídeo ha sido eliminado de YouTube por supuesta "infracción de los términos de uso" como argumenta un aviso en dicho portal.
El gobierno georgiano afirmó que bloqueó casi todas las cadenas de noticias y webs rusas, para evitar que sus ciudadanos viesen la «propaganda rusa». Mamia Sanadiradze, de Caucasus Online, declaró: «Nos hemos esforzado en hacer frente a la desinformación». Se considera que los medios públicos y privados están influidos por el presidente Mijeíl Saakashvili. En noviembre del año pasado, fue cerrada la cadena que defendía las ideas opositoras al presidente.
El 19 de agosto, el Ministerio del Exterior de Rusia expresó su perplejidad ante la total ausencia de reacciones del Occidente sobre la censura de los medios de comunicación rusos en Georgia.

#### Guerra en el ciberespacio
Las autoridades de Osetia del Sur denunciaron que varios de sus sitios web estaban siendo atacados. El enviado de Osetia del Sur en Moscú dijo que Georgia estaba intentando encubrir los informes de las muertes.
La web del Banco Nacional de Georgia fue reemplazada por imágenes de los dictadores del siglo XX entre los que estaba el presidente de Georgia, Saakashvili. Otros sitios web georgianos también estaban bajo el ataque de los hackers.
El sitio web del ministerio del exterior georgiano fue reemplazado por fotografías de Saakashvili y Adolf Hitler.
Entre los sitios web de Rusia, destaca el ataque al sitio web de RIA Novosti, la agencia rusa de información, que no estuvo disponible durante varias horas el 10 de agosto.
El 11 de agosto, el sitio web de Russia Today también fue blanco de ataque cibernético. Especialistas en seguridad de la cadena rusa afirman que el ataque procedía de una IP registrada en Tiflis, Georgia.
Hacia el 12 de agosto, el gobierno polaco brindó su apoyo «cibernético» a Georgia, prestando el portal presidencial polaco para el uso de la presidencia de Georgia.[cita requerida]

### Posibles provocaciones
El 17 de agosto, mientras las tropas rusas estaban a las afueras de la ciudad georgiana de Gori, un representante del Ministerio de Defensa de Rusia comunicó que en los alrededores de la ciudad se estaba formando un grupo compuesto de georgianos, nacionalistas ucranianos de UNA-UNSO y terroristas chechenos. Supuestamente su intención es de disfrazarse con uniformes de ejército ruso y cometer saqueos y maltratos contra la población para ser filmados por periodistas. La misma fuente informó de anteriores intentos de similar naturaleza.
El gobierno georgiano comunicó por su parte que «semejante provocación solo podría ser urdida por el lado ruso, con el objetivo de mantener las unidades militares rusas en la zona de conflicto». Los propios refugiados de la ciudad informaron de que los saqueos los empezaron grupos armados después de la retirada de las tropas georgianas y posterior captura de la ciudad por parte rusa.

## Argumentos esgrimidos por las partes

### Argumentos georgianos
- Osetia del Sur es parte de su territorio, y es una cuestión de orden público a solucionar por el propio país, restaurando el ordenamiento constitucional.[48]
- El no reconocimiento a los intentos secesionistas de Osetia del Sur, habiéndole ofrecido el presidente georgiano su reintegración con un gobierno autonómico, rechazado categóricamente por los osetios.[90]
- Cualquier intervención rusa era considerada una agresión.[48]
- Como democracia libre, dice garantizar el derecho a las minorías y desea convertirse en república multiétnica. De ahí el llamado a la comunidad internacional para recabar su apoyo.[48]
- Las acciones bélicas fueron cuidadosamente planeadas por Rusia para agredir a Georgia.[48][91]
- Las fuerzas de pacificación rusas son inaceptables por parte de los georgianos, habiendo solicitado que estas sean cambiadas por fuerzas de la OTAN y la Unión Europea.[92]
- Georgia afirma que la entidad rebelde de Osetia del Sur se sostiene del contrabando de armas, alcohol, drogas y tabaco, aunque también de las aportaciones de Rusia.
- Según el presidente georgiano Mijeíl Saakashvili, los objetivos rusos son «el control de puertos y de oleoductos, así como el derrocamiento de mi gobierno».[93]

### Argumentos rusos
- Rusia afirmó estar en misión pacificadora, después de los anteriores conflictos.[94][95]
- Los habitantes de Osetia del Sur en su mayoría tienen nacionalidad rusa, uno de los motivos porque al menos tendrían la obligación moral de intervenir.[48][91]
- Otra de las misiones rusas es la protección de la población civil.[95]
- Las fuerzas de pacificación rusa fueron atacadas por las georgianas en la capital, lo que legitima una intervención en su defensa.[48]
- Las autoridades georgianas aprovecharon la inauguración olímpica para deshacer el statu quo con un rápido golpe de mano tomando la capital osetia.[48][91]
- Los georgianos han violado la legalidad internacional, ya que se comprometieron a no utilizar la fuerza para solucionar el conflicto en el acuerdo de paz de hace año y medio.[96][97]
- Las tropas rusas estaban legalmente en Osetia del Sur como fuerza destinada a garantizar la paz en la zona.
- El 13 de agosto de 2008,el coronel general Anatoli Nogovitsin, subjefe del Estado Mayor de las Fuerzas Armadas de Rusia, mostró en una conferencia un mapa de Abjasia, encontrado por las fuerzas abjasas, con planes detallados para una invasión georgiana de esa república. Según Nogovitsin la intervención de Rusia habría abortado la invasión.[98]

### Argumentos osetios
- No reconoce lazos históricos y culturales que lo unan a Georgia, sino a Osetia del Norte, actualmente parte de la Federación de Rusia.[99]
- Los osetios se sienten incorporados a la fuerza en Georgia por decreto de Lenin de 1922 dentro de la constitución de la «Nueva Rusia Soviética».[92]
- Han solicitado repetidamente la independencia del territorio, incluida la realización de un referéndum en el 2006.[100]
- El antecedente de la secesión de Kosovo es considerado como argumento para apoyar la petición de independencia.[101]
- Este ataque es el «tercer genocidio» de los osetios por parte de las fuerzas georgianas.[48]

## Situación interior de Georgia
Con la disolución de la Unión Soviética, y el auge del nacionalismo georgiano con la indirecta influencia de Moscú, tres regiones que hasta ese momento habían integrado la RSS de Georgia, se declararon en rebeldía y reclamaron su separación: Abjasia, Osetia del Sur y Adzaria. Más adelante Adzaria se reintegraría a Georgia con autonomía de gobierno.
Después de conflictos armados, las fuerzas rusas se estacionaron como fuerza de paz en los tres lugares. El respeto del statu quo permitió cierto despegue económico de Georgia, al abrirse las rutas comerciales con Rusia.
Con la elección del presidente Mijeíl Saakashvili en 2006, se agita nuevamente la bandera nacionalista y antirrusa, haciendo un cambio de orientación hacia Occidente.
En consecuencia, Rusia deja de proporcionar en condiciones ventajosas la energía al país, con el resultado de duplicar su precio, lo que hunde la economía georgiana.
En noviembre de 2007, hubo graves disturbios en Tiflis, en la que la oposición acusó al presidente Mijeíl Saakashvili y sus aliados de asesinato y corrupción.
Contrarrestó las mismas con el uso de la fuerza y la declaración de la Ley marcial.
Ganó las elecciones convocadas el 5 de enero de 2008, pero con dudas tanto internas como externas de la limpieza de las mismas.
Algunos analistas se cuestionaron la impopularidad del entonces presidente, esgrimiendo los problemas económicos como la causa de la decisión de atacar Osetia del Sur para así crear una cortina de humo sobre la real situación georgiana.
El 25 de agosto, el presidente Mijeíl Saakashvili compareció en el parlamento georgiano para dar su versión de la guerra y acusar a Rusia y a la lentitud de la reacción internacional de ser los culpables de la situación ante y posbélica.

## Implicaciones internacionales

### Consideraciones estratégicas

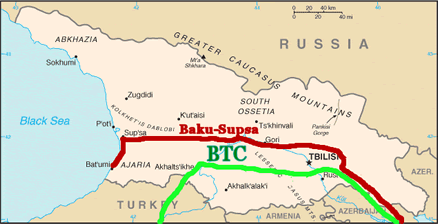
Mapa de Georgia por donde transcurre el Gaseoducto Bakú-Supsa y el Oleoducto Bakú-Tiflis-Ceyhan.

- Georgia constituye en buena parte del corredor de salida del petróleo y gas del mar Caspio y Asia central.[102] Estados Unidos está construyendo el Oleoducto Bakú-Tiflis-Ceyhan, desde Bakú (Azerbaiyán) hasta Ceyhan (Turquía), pasando por territorio georgiano.[92]
- La inestabilidad en la zona del Cáucaso repercute directamente en Rusia por ser una de las rutas de exportación de gas y petróleo, y porque desestabiliza el monopolio ruso de exportación de los recursos de la zona.[102][106]
- El statu quo de Osetia del Sur deja en permanente inestabilidad la situación interior de Georgia.
- El desenlace del conflicto, afectará a otros conflictos latentes en el Cáucaso meridional, como Abjasia en Georgia y Nagorno Karabaj entre Armenia y Azerbaiyán.[107]
- Según la opinión de algunos expertos en política internacional, Rusia se juega su papel estabilizador y mediador en la región, mientras que Estados Unidos se juega su credibilidad de aliado de Georgia, y su papel estabilizador y mediador en detrimento de Rusia.[108][109]
- El presidente georgiano considera a su país un puesto de avanzada de Occidente en el Cáucaso.[110]
- Es la primera vez que fuerzas de la Federación Rusa atraviesan una frontera internacional para atacar a otro país. El último precedente se dio en 1979, por la extinta Unión Soviética en Afganistán.[111]
- Georgia puede cobrar importancia estratégica para los Estados Unidos en caso de un conflicto bélico con Irán, ya que se encuentra a solo 100 kilómetros de distancia.[112]
- El 9 de agosto de 2008 en el The New York Times, Edward Lucas afirma que «Bush, un presidente al final de su reinado no va a arriesgarse con la Tercera Guerra Mundial por Georgia», y más con conflictos en Irak y Afganistán.[106]
- Analistas internacionales afirman que la independencia de Kosovo, hecha según criterio e intereses estadounidenses y de la Unión Europea, y con la oposición de Rusia, tiene una relación directa con el conflicto, como precedente y como contrapartida.[113][114]
- El acercamiento de la OTAN a Georgia, ha ido paralelo a la instigación del nacionalismo secesionista osetio y abjaso por parte de Rusia.[113]
- En 2006 Georgia lanzó una pequeña ofensiva contra Abjasia con éxito, recuperando el alto Kodori.[115]

### Reacciones
El Consejo de Seguridad de Naciones Unidas, convocado urgentemente por Rusia, no consiguió acordar una declaración sobre el ataque georgiano en Osetia del Sur.Tanto Rusia como Estados Unidos y la Unión Europea,
entre otros, pidieron en sus declaraciones una solución pacífica al conflicto.

## Consecuencias de la guerra

### Impacto humano

Territorios ocupados de Georgia en rojo en 2022

La situación en Osetia del Sur ya se califica de catástrofe humana.
El ataque georgiano, cobró la vida de 2100 personas, según las fuentes de Osetia del Sur. El gobierno de Georgia niega esa cifra.
Más de 34 000 personas han sido desplazadas de sus hogares. La principal receptora de los refugiados es la república rusa de Osetia del Norte - Alania, desde donde se distribuyen a otras regiones de Rusia.
La imposibilidad de trasladar a los heridos de Tsjinval, por la ausencia de pasillos humanitarios, empeoró aún más la situación. El hospital de Tsjinval fue destruido. El acceso a alimentos, agua y medicamentos estaba muy restringido.
Para paliar la situación, Rusia envió, en un primer momento, 135 toneladas de comida, 90,5 toneladas de agua potable, generadores de electricidad, complejos de filtrado de agua, y 40 toneladas de medicinas e instrumentos.
Alrededor de 120 toneladas de provisiones y materiales de construcción llegaron diariamente a Tsjinval.
El gobierno ruso estima gastar unos €275 millones (algo más de 10 billones de rublos) para reconstruir la infraestructura del país.
La cifra total de desplazados por cuenta del conflicto llegó a 100 000 personas, teniendo en cuenta el abandono casi total de la ciudad georgiana de Gori por sus habitantes.
Los enviados de la ONG Human Rights Watch aseguraron haber visto numerosos pueblos georgianos en la zona de Osetia del Sur encendidos en llamas y siendo saqueados por fuerzas irregulares de Osetia del Sur, además de haber hablado con numeroso refugiados de Osetia del Sur que huían del avance de los ejércitos georgianos.
Así mismo esta organización denunció el empleo de municiones de racimo por parte del ejército ruso sobre áreas pobladas en territorio georgiano.
Bruselas fijó en 158 600 los refugiados del conflicto, que la ayuda humanitaria tenía dificultades en llegar a la población, y que había riesgo de una catástrofe alimentaria.
La ONG Human Rights Watch denunció «ataques indiscriminados» de los ejércitos georgiano y ruso contra la población civil.
Autoridades rusas afirmaron el 20 de agosto que habían regresado 15 000 refugiados a Osetia del Sur de los 37 000 que huyeron, y que en sus hospitales permanecían 450 refugiados internados.

### Acusaciones de genocidio y limpieza étnica
El presidente de Osetia del Sur, Eduard Kokoity, su equivalente ruso, Dmitri Medvédev, el presidente del gobierno ruso, Vladímir Putin, y otros responsables de los dos países, han calificado las muertes de los osetios como «genocidio del pueblo osetio por Georgia». La misma idea la sugieren los medios de comunicación rusos, así como simples ciudadanos osetios.
Dmitri Medvédev ha ordenado registrar todos los crímenes presuntamente cometidos en Osetia del Sur.
Se está planteando la posibilidad de crear un tribunal para Osetia del Sur, similar a los creados en otros conflictos. El parlamento ruso creará una comisión parlamentaria especial para investigar los actos de genocidio contra Osetia del Sur, representantes del parlamento afirman que Rusia ya posee pruebas y documentos que demuestran los actos de genocidio supuestamente cometido por Georgia.
Según CNN, el Comité de Instrucción de la Fiscalía Rusa ha informado del inicio de un «proceso por genocidio» por la muerte de ciudadanos rusos en la región separatista georgiana de Osetia del Sur.
El 20 de agosto el Comité de Investigación de la Fiscalía de Rusia confirmó que los testimonios de los damnificados prueban que Georgia cometió un genocidio en Osetia del Sur. El 29 de agosto la Fiscalía rusa reveló que, según las pruebas y testimonios recogidos, los militares georgianos eliminaban conscientemente a las personas de etnia oseta.
Según fuentes de información rusas y osetias, algunos testigos informan de que se habrían encontrado fragmentos de bombas de racimo en Tsjinval, supuestamente utilizadas por Georgia.
El 15 de agosto la ONG estadounidense Human Rights Watch acusó a Rusia de utilizar bombas racimo.
El subjefe del Estado Mayor del Ejército ruso Anatoli Nogovitsin, calificó las denuncias de HRW de «mentiras preparadas de antemano» [...] «No hemos empleado bombas de aviación de racimo, no fue necesario», afirmó el general en una rueda de prensa en Moscú. El 1 de septiembre, a través de Human Rights Watch se supo que Georgia reconoció haber empleado bombas de racimo en Osetia del Sur. La ONG siguió acusando también a Rusia de usar este tipo de munición.
Una representante del gobierno de Osetia del Sur denunció supuestos «asesinatos rituales» cometidos por militares georgianos, informa Interfax.
Varias organizaciones no gubernamentales rusas manifestaron que la intervención rusa paró las limpiezas étnicas en Georgia. Denunciaron el doble rasero supuestamente utilizado por las ONG extranjeras al referirse al conflicto.
El 27 de agosto el presidente de Osetia del Sur, Eduard Kokoity, declaró que «Alemania, Francia, Ucrania y Estados Unidos están implicados en el genocidio cometido».
El presidente georgiano Saakashvili afirmó el 12 de agosto que Rusia está llevando a cabo una limpieza étnica en Abjasia.
La Organización para la Seguridad y la Cooperación en Europa (OSCE) aseguró que Rusia estaba intentando limpiar toda Osetia del Sur de georgianos, cuando el 30 % de la población era étnicamente georgiana antes de la guerra.
Eduard Kokoity, presidente de Osetia del Sur, aseguró que los enclaves georgianos dentro de Osetia del Sur habían sido «liquidados», como los pueblos de Kekhvi y Tamarasheni, que habían sido «totalmente destruidos debido a las operaciones militares». También avisó que civiles étnicamente georgianas que se aliaron con el ejército de Georgia no tendrían derecho a regresar a sus hogares.
Human Rights Watch ha asegurado que imágenes de satélite del programa de Naciones Unidas UNOSAT confirman la destrucción de pueblos étnicamente georgianos dentro de Osetia del Sur. Un análisis detallado prueba que los daños producidos en cinco pueblos georgianos muestra que la destrucción fue causado por incendios provocados, y no por combates. Milicianos de Osetia del Sur admitieron que su objetivo era asegurar que los georgianos étnicos no tuvieran casas a donde volver.
En diferentes sitios se han visto milicias de Osetia del Sur quemando casas en pueblos georgianos dentro de Osetia del Sur
Según pruebas recogidas por los militares rusos, la operación «Roca» planeada por Georgia para controlar el territorio de Abjasia implicaba la destrucción de la presa de Gali. En la región colindante a la presa viven principalmente georgianos étnicos, siendo ellos los primeros afectados por la inundación que se hubiera producido.

### Consecuencias políticas, militares y diplomáticas
Rusia decretó la suspensión total de comunicaciones con Georgia por mar, tierra y servicios postales para la media noche entre el 8 y 9 de agosto, reanudadas en marzo de 2009, después de haber sido suspendidas en octubre de 2006.
En cuanto a las perspectivas de paz en un futuro, y la futura integración de Osetia del Sur dentro de Georgia, el presidente del gobierno ruso Vladímir Putin afirma:
«Es difícil de imaginar cómo, después de lo ocurrido y de lo que está ocurriendo, convencer a Osetia del Sur de que entre a formar parte del Estado georgiano».
Independientemente del resultado final del conflicto, el único éxito indiscutible del presidente georgiano Mijeíl Saakashvili fue haber conseguido que el mundo entero viera a Rusia como un agresor.
Analistas afirman que, si bien el ataque iniciado por el presidente georgiano pudo ser suicida, al dar más que previsible la respuesta rusa, se está configurando como una victoria diplomática previamente calculada, descontada la obvia respuesta rusa, consiguió que la Comunidad Internacional impidiera una guerra total.
Otros analistas pusieron en duda que la aventura bélica georgiana al intentar reducir por la fuerza a la rebelde Osetia del Sur, no hubiese contado al menos con el beneplácito de los Estados Unidos, sino con su apoyo logístico.
Los mismos analistas entendieron que Rusia aprovechó la situación para mejorar su posición política en el Cáucaso.
Otro efecto importante fue la pérdida total de confianza en el presidente de Georgia, Mijeíl Saakashvili, por parte de Rusia. El ministro del exterior ruso, Sergei Lavrov, lo calificó abiertamente de «proyecto de Estados Unidos».
Dentro de la comunidad internacional, y más particularmente en la OTAN, el impacto de la «ofensiva rusa sobre territorio georgiano» conmocionó el terreno de la cooperación y negociación. Según palabras del entonces secretario genaral de la OTAN, Jaap de Hoop Scheffer:

«Hemos determinado que no podemos seguir la relación [con Rusia] como siempre. [...] La Alianza está considerando seriamente las implicaciones de las acciones rusas para la relación OTAN-Rusia».

De acuerdo con el entonces comandante del ejército ruso, el coronel general Ígor Konashénkov, Rusia capturó 65 tanques, de los cuales más de 20 fueron destruidos porque tenían fallos o eran versiones obsoletas. 45 tanques T-72 de los requisados a los georgianos fueron capturados por el ejército ruso, además de varias decenas de otras unidades armadas, como cinco sistemas de defensa antiaérea Osa, 15 vehículos blindados de infantería BMP-2, obuses D-30, vehículos de artillería móvil de fabricación checa y varios vehículos armados estadounidenses. De acuerdo con él, la mayoría de estos eran equipos producidos en la Unión Soviética, pero remanufacturados y actualizados en Ucrania.
Además, 15 tanques, según las mismas fuentes rusas; fueron capturados en Gori, cuando el ejército georgiano abandonó la ciudad, así como vehículos armados y docenas de misiles. Parte de la munición fue destruida, y parte fue llevada fuera de Georgia.
Analistas militares independientes como Stratfor, consideran que la fuerza aérea, terrestre y naval, así como la infraestructura de comando, control y radares en la zona dispuesta por las fuerzas georgianas había sido destruida.
El ECFR, un think tank basado en Londres, ha repartido la culpa entre Rusia y Georgia, y ha coincidido que la mejor forma de evitar los conflictos es acelerar la integración de los países próximos a Rusia dentro de la Unión Europea. En 2023 Rusia fue condenada por el Tribunal Europeo de Derechos Humanos a indemnizar a Georgia con 130 millones de euros.

#### Abandono de Georgia de la CEI
El 12 de agosto, Dmitri Medvédev ordenaba la retirada de las tropas rusas de Georgia. El mismo día, en una conferencia de prensa en Tiflis, el presidente georgiano declaraba su intención que su nación abandone, como consecuencia de la ofensiva rusa, la Comunidad de Estados Independientes (CEI), fundada después de la disolución de la Unión Soviética. El Parlamento de Georgia aprobó el 14 de agosto, por unanimidad el abandono de la postsoviética Comunidad de Estados Independientes. Los 117 legisladores georgianos aprobaron por unanimidad la renuncia a los tres documentos que determinaban la participación del país en la CEI. Dichos documentos son el acuerdo fundacional del 8 de diciembre de 1991; la Carta de la organización, aprobada el 22 de enero de 1993, y el Tratado de cooperación económica, del 24 de septiembre del mismo año.
El procedimiento de salida de la CEI, establecido por su Carta, prevé la necesidad de avisar al Comité Ejecutivo de la CEI, con doce meses de antelación. De esta manera Georgia se convertía en segunda nación en abandonar esta organización supranacional (la primera fue Turkmenistán). El presidente georgiano llamó a Ucrania y otras ex naciones soviéticas a seguir su camino y abandonar también la organización.

## Primeros análisis

### Conclusiones preliminares
Según Luke Baker, analista de la agencia Reuters, la guerra fue un error de cálculo del presidente georgiano, pues si la perspectiva inicial era repetir lo ocurrido en el alto Kodori y en Adzaria, donde Rusia no reaccionó, con una rápida incursión y toma por sorpresa del enclave aprovechando la inauguración olímpica, el resultado ha sido un fracaso. El dilema político militar era volar el túnel de Roki o no hacerlo. Volarlo hubiese protegido a las fuerzas georgianas de cualquier reacción rusa a tiempo, pero primó la necesidad política de permitir la huida de una población civil que no se deseaba.
Denisón, reputado analista, afirmó: «Si los rusos no hubieran intervenido y Georgia hubiera invadido, algunos habitantes de Osetia del Sur hubieran huido, pero probablemente hubieran estado bien, y Osetia del Sur hubiera mejorado a nivel económico y cultural».  La Fundación Heritage evaluó como competente la preparación estratégica de los rusos, con múltiples iniciativas simultáneas e incluyendo la desinformación y el ciberataque, y alegó que la ejecución también estuvo bien lograda.
El exministro de Defensa de Ucrania y actual diputado de la Rada, Anatoli Gritsenko afirmó que los rusos cometieron una violación del derecho internacional al introducir sus tropas en un país soberano. Pero por otra parte, el presidente georgiano cometió un error al tratar de restablecer el orden constitucional por medio de la fuerza.

### Influencia en el abastecimiento de petróleo
La circulación por territorio georgiano del gas y petróleo del mar Caspio, era la diversificación del aprovisionamiento para el consumo europeo frente, y no depender únicamente de Rusia. El conflicto interrumpió brevemente el suministro, con la única consecuencia de mantener los precios brevemente cuando se esperaba una caída. El temor era que las conducciones pudiesen verse afectadas, y esto no ocurrió.
La preocupación también gira en el hecho de que pase de ser una guerra local a algo mayor, más cuando el vicepresidente estadounidense, Dick Cheney declaró que «la agresión rusa no debe quedar sin respuesta».

### Papel de Rusia en el Cáucaso
Después del conflicto, Rusia declaró que sigue siendo el «único garante de la seguridad del Cáucaso».

## Las películas sobre la guerra
- La Guerra del 08.08.2008. El Arte de la Traición[169]
- 5 Days of August (2011)
- Olympus Inferno (2009)
- August Eighth (2012)